# Jaro Prohaska
Jaro Prohaska (Viena (Àustria), 24 de gener, 1891 – Múnic (Alemanya), 28 de setembre, 1965), va ser un baríton-baix austríac conegut pràcticament pels seus rols wagnerians.

## Biografia
Entre 1898 e 1906, Prohaska èra solista alt dins el còr D. Peterlinis (Còr d'infants de Viena). Va estudiar música ambe Otto Müller en 1907 esdevingué organista, fins en 1909 dirigint el cor de Santa Tecla. Després va caure presoner de guèrra (1915-18), fou cap de còr a Viena ensems que estudiava cant. Jaro Prohaska fou contractat entre 1922-25 a Lübeck, i entre 1925-31 a Nurembèrg (segon Hugo Riemann també a Praga), després en 1931-52 a l'Opèra d'Estat de Berlin. De 1952 a 1959, esdevingué director de l'escòla d'opèra de Berlin. Va fer nombroses aparicions al Festival de Bayreuth entre 1933 i 1944 i a l'Òpera nacional de Viena entre 1934 i 1937.
El seu germà petit Paul Georg, violoncel·lista, nascut el 9 d'abril de 1903 a Viena i mort el 2 de juny de 1989 a Graz.

## Importància musical
Jaro Prohaska tingué l'honor de cantar ambs els grans de l'edat d'or del cant wagneria, sense arribar al seu nivell, a causa de la seva veu mancada d'homogeneïtat, en tot cas en l'época dels anys 1950, on es feren els grans enregistraments wagnerians.
Resta documentat dins els rols de baríton, Kurwenal Tristan und Isolde, Friedrich von Telramund Lohengrin i el baríton-baix, Hans Sachs a Die Meistersinger von Nürnberg i l'holandès a El holandés errante, etc.